# Miljenko Mumlek
Miljenko Mumlek (Varaždin, 21 novembre 1972) è un ex calciatore croato, di ruolo centrocampista, allenatore della sezione U-19 del Varaždin.

## Carriera

### Allenatore
Il 25 maggio 2022 guida l'U-19 del Varaždin alla vittoria della Coppa di Croazia di categoria dopo aver avuto la meglio nella finale contro la Dinamo Zagabria.

## Statistiche

### Cronologia presenze e reti in nazionale
| Cronologia completa delle presenze e delle reti in nazionale ― Croazia | Cronologia completa delle presenze e delle reti in nazionale ― Croazia | Cronologia completa delle presenze e delle reti in nazionale ― Croazia | Cronologia completa delle presenze e delle reti in nazionale ― Croazia | Cronologia completa delle presenze e delle reti in nazionale ― Croazia | Cronologia completa delle presenze e delle reti in nazionale ― Croazia | Cronologia completa delle presenze e delle reti in nazionale ― Croazia | Cronologia completa delle presenze e delle reti in nazionale ― Croazia |
| Data                                                                   | Città                                                                  | In casa                                                                | Risultato                                                              | Ospiti                                                                 | Competizione                                                           | Reti                                                                   | Note                                                                   |
| ---------------------------------------------------------------------- | ---------------------------------------------------------------------- | ---------------------------------------------------------------------- | ---------------------------------------------------------------------- | ---------------------------------------------------------------------- | ---------------------------------------------------------------------- | ---------------------------------------------------------------------- | ---------------------------------------------------------------------- |
| 20-4-1994                                                              | Bratislava                                                             | Slovacchia                                                             | 4 – 1                                                                  | Croazia                                                                | Amichevole                                                             | -                                                                      | 50’                                                                    |
| 17-8-1994                                                              | Ramat Gan                                                              | Israele                                                                | 0 – 4                                                                  | Croazia                                                                | Amichevole                                                             | 1                                                                      | 77’                                                                    |
| 12-6-1997                                                              | Sendai                                                                 | Turchia                                                                | 1 – 1                                                                  | Croazia                                                                | Amichevole                                                             | -                                                                      | 67’ 79’                                                                |
| 10-11-2001                                                             | Seul                                                                   | Corea del Sud                                                          | 2 – 0                                                                  | Croazia                                                                | Amichevole                                                             | -                                                                      | 61’                                                                    |
| 13-11-2001                                                             | Gwangju                                                                | Corea del Sud                                                          | 1 – 1                                                                  | Croazia                                                                | Amichevole                                                             | -                                                                      | 90+2’                                                                  |
| 20-11-2002                                                             | Timișoara                                                              | Romania                                                                | 0 – 1                                                                  | Croazia                                                                | Amichevole                                                             | -                                                                      | 88’                                                                    |
| 9-2-2003                                                               | Sebenico                                                               | Croazia                                                                | 2 – 2                                                                  | Macedonia                                                              | Amichevole                                                             | -                                                                      |                                                                        |
| 12-2-2003                                                              | Spalato                                                                | Croazia                                                                | 0 – 0                                                                  | Polonia                                                                | Amichevole                                                             | -                                                                      | 90+3’                                                                  |
| Totale                                                                 |                                                                        | Presenze                                                               | 8                                                                      |                                                                        | Reti                                                                   | 1                                                                      |                                                                        |

| Cronologia completa delle presenze e delle reti in nazionale ― Croazia under 21 | Cronologia completa delle presenze e delle reti in nazionale ― Croazia under 21 | Cronologia completa delle presenze e delle reti in nazionale ― Croazia under 21 | Cronologia completa delle presenze e delle reti in nazionale ― Croazia under 21 | Cronologia completa delle presenze e delle reti in nazionale ― Croazia under 21 | Cronologia completa delle presenze e delle reti in nazionale ― Croazia under 21 | Cronologia completa delle presenze e delle reti in nazionale ― Croazia under 21 | Cronologia completa delle presenze e delle reti in nazionale ― Croazia under 21 |
| Data                                                                            | Città                                                                           | In casa                                                                         | Risultato                                                                       | Ospiti                                                                          | Competizione                                                                    | Reti                                                                            | Note                                                                            |
| ------------------------------------------------------------------------------- | ------------------------------------------------------------------------------- | ------------------------------------------------------------------------------- | ------------------------------------------------------------------------------- | ------------------------------------------------------------------------------- | ------------------------------------------------------------------------------- | ------------------------------------------------------------------------------- | ------------------------------------------------------------------------------- |
| 17-3-1993                                                                       | Varaždin                                                                        | Croazia under 21                                                                | 1 – 1                                                                           | Slovenia under 21                                                               | Amichevole                                                                      | -                                                                               | 38’                                                                             |
| Totale                                                                          |                                                                                 | Presenze                                                                        | 1                                                                               |                                                                                 | Reti                                                                            | 0                                                                               |                                                                                 |

## Palmarès

### Giocatore

#### Individuale
- Miglior calciatore del campionato croato: 1

1999

### Allenatore

#### Competizioni giovanili
- Kup Hrvatske u nogometu za juniore: 1

2021-2022